# Adolph Windel

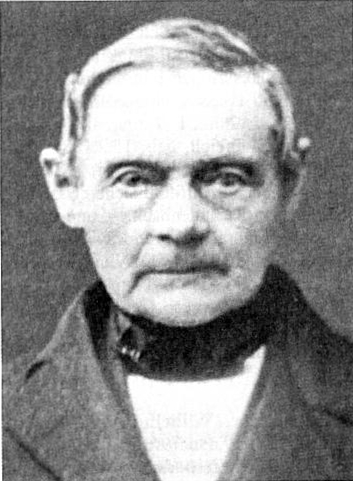
Adolph Windel

Johann Christian Adolph Windel (* 6. November 1806 in Pyrmont; † 5. November 1886 ebenda) war ein deutscher Richter und Politiker.

## Leben
Windel war der Sohn des Kaufmanns Friedrich Ludwig Windel (1772–1830) und dessen Ehefrau Dorothea, geborene Böhmers (1777–1852). Er heiratete am 12. November 1839 in Pyrmont Marianne Freybe (1819–1890). Windel besuchte das Gymnasium Bückeburg drei Jahre lang und wechselte dann auf das Gymnasium Lemgo. Ab 1825 studierte er Rechtswissenschaften in Marburg, ab 1827 in Göttingen. Nach seinem ersten Staatsexamen wurde er 1828 Akzessist in Pyrmont, wo er 1831 als Rechtsanwalt zugelassen wurde. 1834 und erneut 1835 war er Justizamtsassessor in Pyrmont. Ab 1839 arbeitete er wieder als Advokat. 1841 wurde er Justizamtmann und Rat in Rhoden, bevor er dort 1843 Oberrentereibeamter wurde. Von 1850 bis zu seiner Pensionierung 1879 war er Kreisgerichtsdirektor in Pyrmont.
Von 1850 bis 1851 und erneut von 1855 bis 1863 war er Abgeordneter im Spezial-Landtag für das Fürstentum Pyrmont. Er war 1862 bis 1863 Präsident des Speziallandtags. In den Jahren 1849 bis 1851 (VIII. Wahlkreis) und erneut von 1855 bis 1863 und von 1868 bis 1884 (Wahlkreis Pyrmont) war er Abgeordneter im Landtag des Fürstentums Waldeck-Pyrmont. 